# Dan Russell
Dan Russell – amerykański zapaśnik walczący w obu stylach. Trzeci w Pucharze Świata w 1992 i czwarty w 1993 roku.
Zawodnik Gresham High School i Portland State University. Dwa razy czwarty w All American w 1990 i 1991 w NCAA Division I. Cztery razy pierwszy w NCAA Division II, w 1988, 1989, 1990 i 1991 i tam Outstanding Wrestler w 1989, 1990 i 1991 roku.
Trener zapasów w USA, reprezentacji Guamu na igrzyskach w 2004, autor książek, aktor, pastor Kościoła Poczwórnej Ewangelii.